# Rzepicha (roślina)

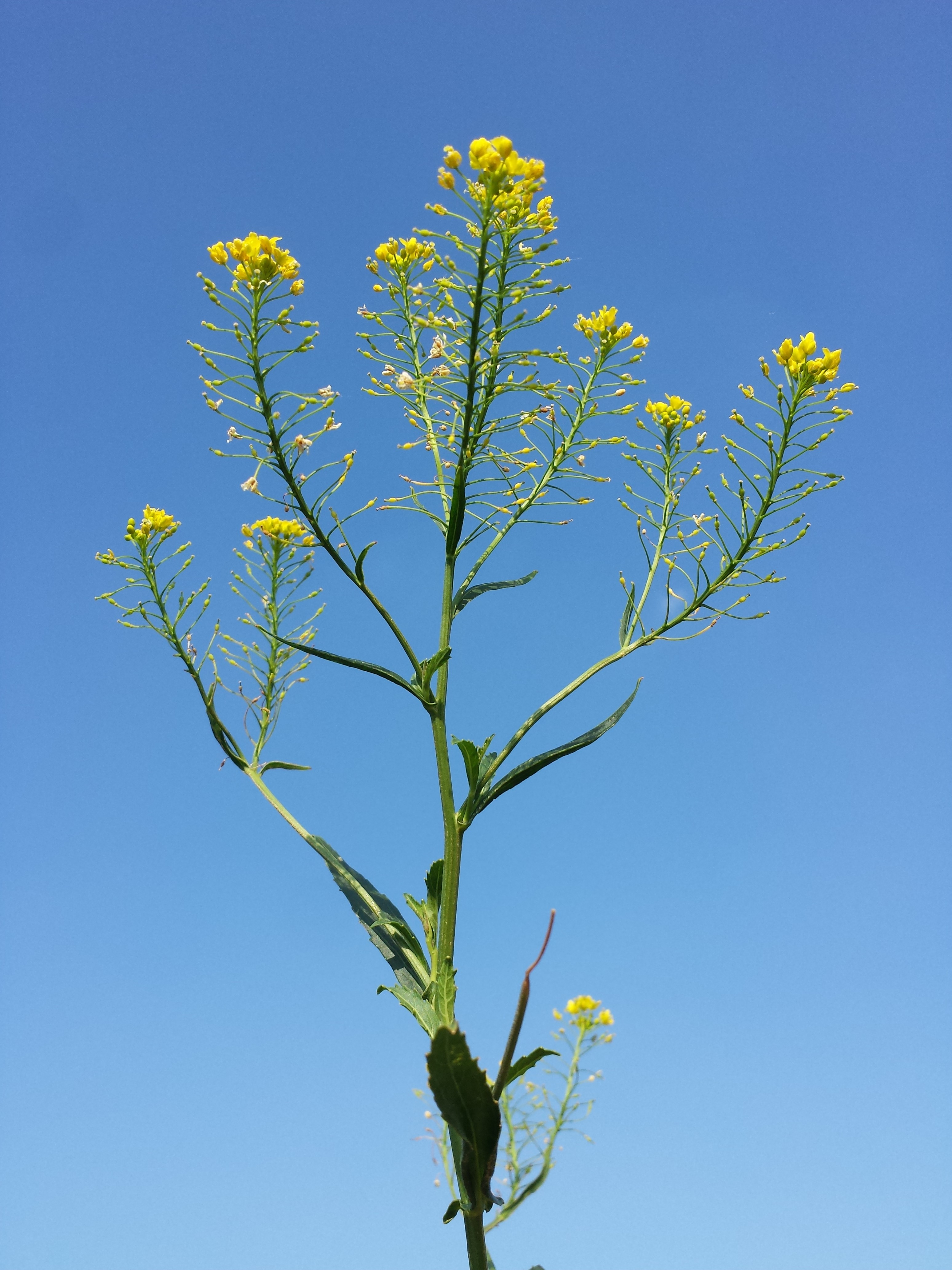
Rzepicha austriacka

Rzepicha (Rorippa Scop.) – rodzaj roślin z rodziny kapustowatych. Obejmuje 86 gatunków. Rodzaj jest kosmopolityczny. Większość przedstawicieli związana jest z siedliskami wodnymi, mokrymi i wilgotnymi.

## Rozmieszczenie geograficzne

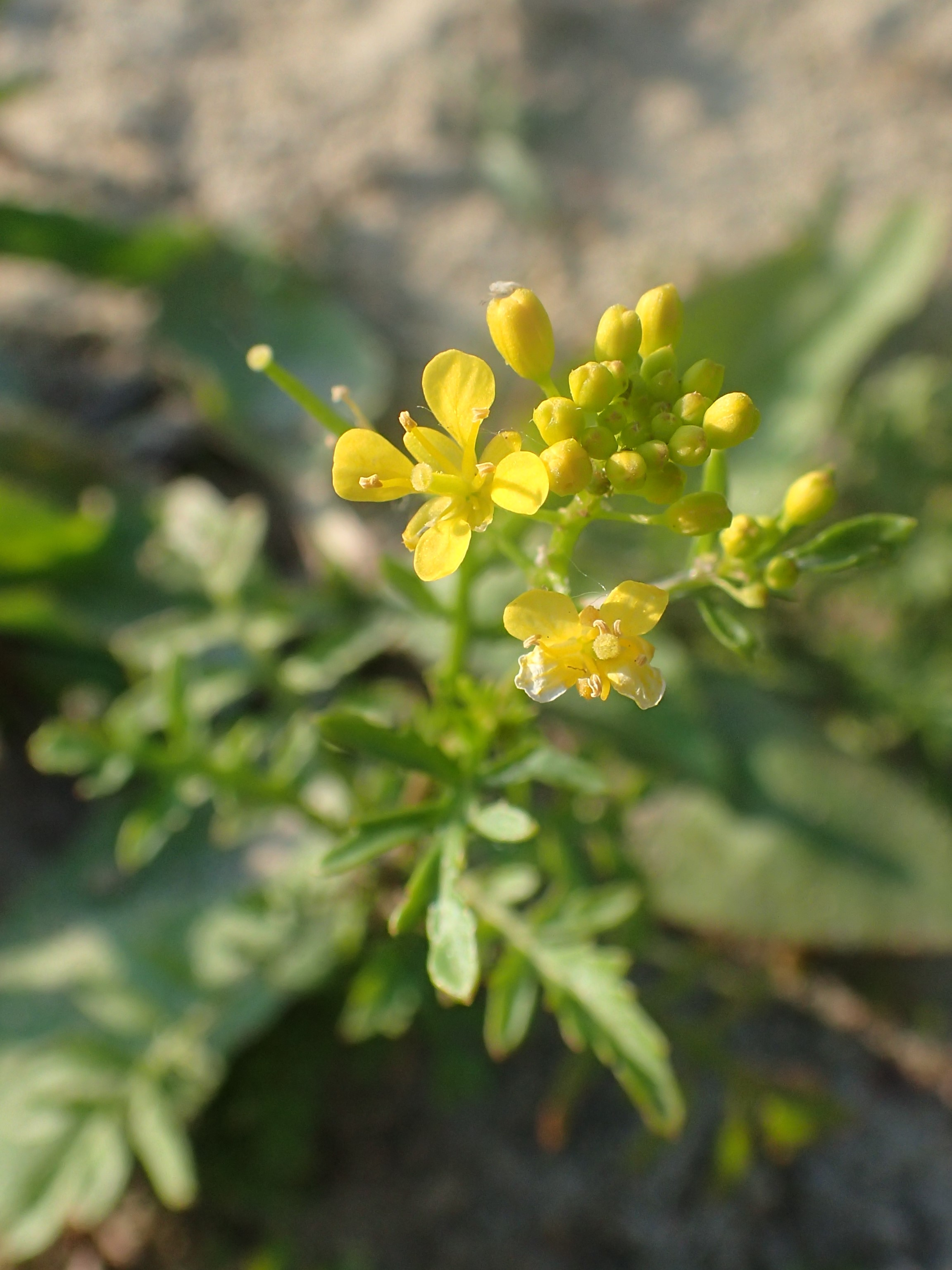
Rzepicha leśna

Rodzaj kosmopolityczny; brak go tylko w części krajów pustynnych w północnej Afryce i na Półwyspie Arabskim. Na Nizinie Amazonki, części wysp Archipelagu Malajskiego i Oceanii występują rośliny introdukowane z tego rodzaju.
W Polsce rośnie 9 gatunków i mieszańców międzygatunkowych, z czego jeden introdukowany i zadomowiony.
Gatunki flory Polski
Pierwsza nazwa naukowa według listy krajowej, druga – obowiązująca według bazy taksonomicznej Plants of the World online (jeśli jest inna)
- rzepicha austriacka Rorippa austriaca (Crantz) Besser
- rzepicha bagienna Rorippa ×erythrocaulis Borbás
- rzepicha błotna Rorippa palustris (L.) Besser
- rzepicha chrzanolistna Rorippa ×armoracioides (Tausch) Fuss
- rzepicha gorycznikowa Rorippa ×barbareoides (Tausch) Čelak ≡ Rorippa ×astyla (Rchb.) Rchb.
- rzepicha leśna Rorippa sylvestris (L.) Besser
- rzepicha lirowata Rorippa ×prostrata (J. P. Bergeret) Schinz & Thell. ≡ Rorippa ×anceps (Wahlenb.) Rchb.
- rzepicha węgierska Rorippa hungarica Borbás ≡ Rorippa × hungarica Borbás – antropofit zadomowiony
- rzepicha ziemnowodna Rorippa amphibia (L.) Besser

## Morfologia
PokrójRośliny zielne (jednoroczne, dwuletnie i byliny) z łodygą nierozgałęzioną lub rozgałęzioną, prosto wzniesioną, podnoszącą się lub płożącą, owłosioną (wówczas włoski pojedyncze) lub nagą.
LiścieOdziomkowe i łodygowe lub tylko łodygowe. Odziomkowe liście zwykle szybko obumierają i są ogonkowe, łodygowe liście są ogonkowe lub siedzące. Blaszka liści jest całobrzega, ząbkowana, do lirowatej i pierzastodzielnej, w przypadku liści odziomkowych czasem nawet trzykrotnie dzielna.
KwiatyZebrane w grono wydłużające się podczas owocowania. Szypułki zwykle są cienkie, mogą być wzniesione albo mniej lub bardziej odgięte. Kwiaty rzadko wsparte są przysadkami. Działki kielicha 4, prosto wzniesione lub odgięte, jajowate lub eliptyczne, często błoniasto obrzeżone. U części gatunków boczne działki są woreczkowato rozdęte u nasady. Płatki korony 4, zwykle żółte, rzadko białe lub różowe, często krótsze od kielicha. Kształt płatków zróżnicowany – od jajowatego do lancetowatego, rzadko są one równowąskie, u nasady bez paznokcia. Pręcików 6, z czego cztery dłuższe, u niektórych gatunków tylko cztery pręciki równej długości, u nasady z miodnikami. Pylniki jajowate do równowąskich. W górnej zalążni znajduje się od kilkunastu do kilkuset zalążków. Szyjka słupka krótka lub dłuższa, znamię główkowate, rzadko płytko rozwidlone.
OwoceWielonasienne łuszczynki lub zazwyczaj niezbyt długie łuszczyny o kształcie od kulistego, gruszkowatego, po eliptyczny i równowąski, na powierzchni gładkie lub pomarszczone. Nasiona kulistawe lub podługowate, zwykle ułożone w dwóch rzędach, często brodawkowane, siateczkowate, bez skrzydełka lub rzadziej ze skrzydełkiem.

## Systematyka
Pozycja systematyczna
Rodzaj z rodziny kapustowatych (Brassicaceae) z rzędu kapustowców (Brassicales). W obrębie rodziny zaliczany do plemienia Cardamineae.
Wykaz gatunków
- Rorippa africana (Braun-Blanq.) Maire
- Rorippa alpina (S.Watson) Rydb.
- Rorippa amphibia (L.) Besser – rzepicha ziemnowodna
- Rorippa ampullicarpa V.I.Dorof.
- Rorippa × anceps (Wahlenb.) Rchb. – rzepicha lirowata
- Rorippa apetala Y.Y.Kim & B.U.Oh
- Rorippa aquatica (Eaton) E.J.Palmer & Steyerm.
- Rorippa × armoracioides (Tausch) Fuss – rzepicha chrzanolistna
- Rorippa × astyla (Rchb.) Rchb. – rzepicha gorycznikowa
- Rorippa atlantica (Ball) Maire
- Rorippa aurea (Boiss. & Heldr.) Hub.-Mor.
- Rorippa austriaca (Crantz) Besser – rzepicha austriacka
- Rorippa austroamericana Mart.-Laborde
- Rorippa backeri (O.E.Schulz) Jonsell
- Rorippa barbareifolia (DC.) Kitag.
- Rorippa beckii Al-Shehbaz
- Rorippa behcetii İlçim
- Rorippa benghalensis (DC.) H.Hara
- Rorippa bonariensis (Poir.) Macloskie
- Rorippa brachycarpa (C.A.Mey.) Hayek
- Rorippa calycina (Rydb.) Rydb.
- Rorippa cantoniensis (Lour.) Ohwi
- Rorippa chubutica (O.E.Schulz) Mart.-Laborde
- Rorippa clandestina (Spreng.) J.F.Macbr.
- Rorippa cochlearioides (Roth) Al-Shehbaz & Jonsell
- Rorippa columbiae (Suksd. ex B.L.Rob.) Howell
- Rorippa × complicata Nyár. & Prodan
- Rorippa coxii (F.Phil. ex Phil.) L.E.Navas
- Rorippa cryptantha (A.Rich.) Robyns & Boutique
- Rorippa crystallina Rollins
- Rorippa curvipes Greene
- Rorippa curvisiliqua (Hook.) Bessey ex Britton
- Rorippa cygnorum Keighery
- Rorippa × danubialis Borbás
- Rorippa dictyosperma (Hook.) L.A.S.Johnson
- Rorippa dietrichiana Hewson
- Rorippa divaricata (Hook.f.) Garn.-Jones & Jonsell
- Rorippa dubia (Pers.) H.Hara
- Rorippa eggersii (O.E.Schulz) J.F.Macbr.
- Rorippa elata (Hook.f. & Thomson) Hand.-Mazz.
- Rorippa × erythrocaulis Borbás – rzepicha bagienna
- Rorippa eustylis (F.Muell.) L.A.S.Johnson
- Rorippa × filarszkyana (Prodán) Jáv.
- Rorippa fluviatilis (E.Mey. ex Sond.) Thell.
- Rorippa gigantea (Hook.) Garn.-Jones
- Rorippa globosa (Turcz. ex Fisch. & C.A.Mey.) Hayek
- Rorippa hayanica Maire
- Rorippa × haynaldiana Borbás
- Rorippa hengduanshanensis Q.J.Zheng, C.C.Yu, T.S.Han & Y.W.Xing
- Rorippa hilariana (Walp.) Cabrera
- Rorippa hispida (Desv.) Britton
- Rorippa × hungarica Borbás – rzepicha węgierska
- Rorippa hybosperma (O.E.Schulz) Jonsell
- Rorippa icarica Rech.f.
- Rorippa indica (L.) Hiern
- Rorippa insularis Jonsell
- Rorippa intermedia (Kuntze) Stuckey
- Rorippa islandica (Oeder) Borbás
- Rorippa kerneri Menyh.
- Rorippa × kullodensis Prodán
- Rorippa kurdica (Boiss. & Hausskn.) Hedge
- Rorippa laciniata (O.E.Schulz) L.A.S.Johnson
- Rorippa × laeta Nyár. & Prodan
- Rorippa lippizensis (Wulfen) Rchb.
- Rorippa madagascariensis (DC.) H.Hara
- Rorippa mandonii (E.Fourn.) Mart.-Laborde
- Rorippa megasperma Stuckey
- Rorippa × menyharthiana Borbás
- Rorippa mexicana (Moc., Sessé & Cerv. ex DC.) Standl. & Steyerm.
- Rorippa micrantha (B.Heyne ex Roth) Jonsell
- Rorippa microtites (B.L.Rob.) Rollins
- Rorippa millefolia (Baker) Jonsell
- Rorippa nana (Schltdl.) J.F.Macbr.
- Rorippa neocaledonica Jonsell
- Rorippa × neogradensis Borbás
- Rorippa nudiuscula (E.Mey. ex Sond.) Thell.
- Rorippa palustris (L.) Besser – rzepicha błotna
- Rorippa peekelii (O.E.Schulz) P.Royen
- Rorippa philippiana Macloskie
- Rorippa pinnata (Sessé & Moc.) Rollins
- Rorippa portoricensis (Spreng.) Stehlé
- Rorippa prolifera (Heuff.) Neilr.
- Rorippa pyrenaica (All.) Rchb.
- Rorippa ramosa Rollins
- Rorippa sarmentosa (G.Forst. ex DC.) J.F.Macbr.
- Rorippa schlechteri (O.E.Schulz) P.Royen
- Rorippa sessiliflora (Nutt.) Hitchc.
- Rorippa sinuata (Nutt.) Hitchc.
- Rorippa spasskajae V.I.Dorof.
- Rorippa sphaerocarpa (A.Gray) Britton
- Rorippa × stenophylla Borbás
- Rorippa subumbellata Rollins
- Rorippa sylvestris (L.) Besser – rzepicha leśna
- Rorippa tenerrima Greene
- Rorippa teres (Michx.) Stuckey
- Rorippa thracica (Griseb.) Fritsch
- Rorippa valdes-bermejoi (Castrov.) Mart.-Laborde & Castrov.
- Rorippa vallicola V.I.Dorof.
- Rorippa ventanensis Boelcke
- Rorippa × wislokiensis Zapał.
- Rorippa wolgensis Fursajev ex Laktionov & Mavrodiev